# 扎拉·廷德爾
扎拉·安妮·伊利沙伯·廷德爾，（英語：Zara Anne Elizabeth Tindall，1981年5月15日—），本姓菲利普斯（英語：Phillips），是英國馬術運動員、奧運選手、社交名流及英國王室成員。她是長公主安妮與馬克·菲利普斯上尉的女兒，也是查理斯三世最年長的外甥女。她在祖母伊利沙伯二世在位期間出生，出生時位列英國王位繼承順序第六位，現為第二十二位。
廷德爾於2006年在亞琛贏得世界三項賽錦標賽冠軍。同年，她獲公眾投票選為2006年度BBC年度體壇風雲人物。2012年，她騎乘愛駒玩具城在切爾滕納姆賽馬場傳遞奧運聖火。作為英國馬術隊成員，她獲得2012年夏季奧運會團體銀牌，並由母親親自頒獎。她於2011年與橄欖球運動員邁克·廷德爾結婚，育有三名子女。

## 早年生活與教育
扎拉·安妮·伊利沙伯·菲臘斯於1981年5月15日出生於倫敦聖瑪麗醫院的林都院區。她於1981年7月27日在溫莎城堡受洗禮。她的名字是由她的舅舅查理斯（當時的威爾斯親王）提議的。她的教父母包括她的舅父安德魯王子、利奇菲爾德伯爵夫人、杰基·斯图尔特爵士的妻子斯图尔特夫人海倫（Helen, Lady Stewart）、安德魯·帕克·鮑爾斯以及休·托馬斯。她有一位哥哥彼得，以及兩位同父異母的妹妹：菲莉西蒂·湯金（；父親與希瑟·湯金（Heather Tonkin）的婚外情所生）和史蒂芬妮·菲臘斯（Stephanie Phillips；父親與桑迪·普夫呂格的第二次婚姻所生）。
菲臘斯曾就讀於格洛斯特郡斯特勞德地區的博迪塞特公園學校（Beaudesert Park School），以及多塞特郡沙夫茨伯里的波特瑞吉斯學校，隨後跟隨其他王室成員進入蘇格蘭慕禮的高登斯頓學校就讀。在學期間，菲臘斯在許多體育活動中表現出色，代表學校參加曲棍球、田徑和體操比賽。後來，她於艾希特大學學習並取得物理治療師資格。

## 馬術
大學畢業後，菲利普斯追隨父母的腳步，開始從事馬術事業。2003年6月，她宣布與點差交易行業的領先公司“康托·菲茨傑拉德有限合夥企業”達成贊助協議，以支付其馬術生涯的費用。在2003年的伯利馬術比賽中，她在首個四星級賽事中獲得亞軍。由於她的馬匹在訓練中受傷，廷德爾未能參加2004年雅典奧運會。
2005年，廷德爾騎乘她的馬匹玩具城在白蘭軒舉行的歐洲馬術錦標賽中獲得個人和團體金牌，並在2006年於德國亞琛舉行的2006年國際馬術總會世界馬術運動會中獲得個人金牌和團體銀牌，成為馬術世界冠軍，這一頭銜保持至2010年。同年，她在德國獲勝後，被英國觀眾票選為BBC年度體壇風雲人物，她的母親長公主安妮曾於1971年獲得此獎。2007年，她因對馬術運動的貢獻獲頒大英帝國員佐勳章。她在2007年意大利歐洲馬術錦標賽中獲得團體金牌，但未能在場地障礙賽階段衛冕個人冠軍。

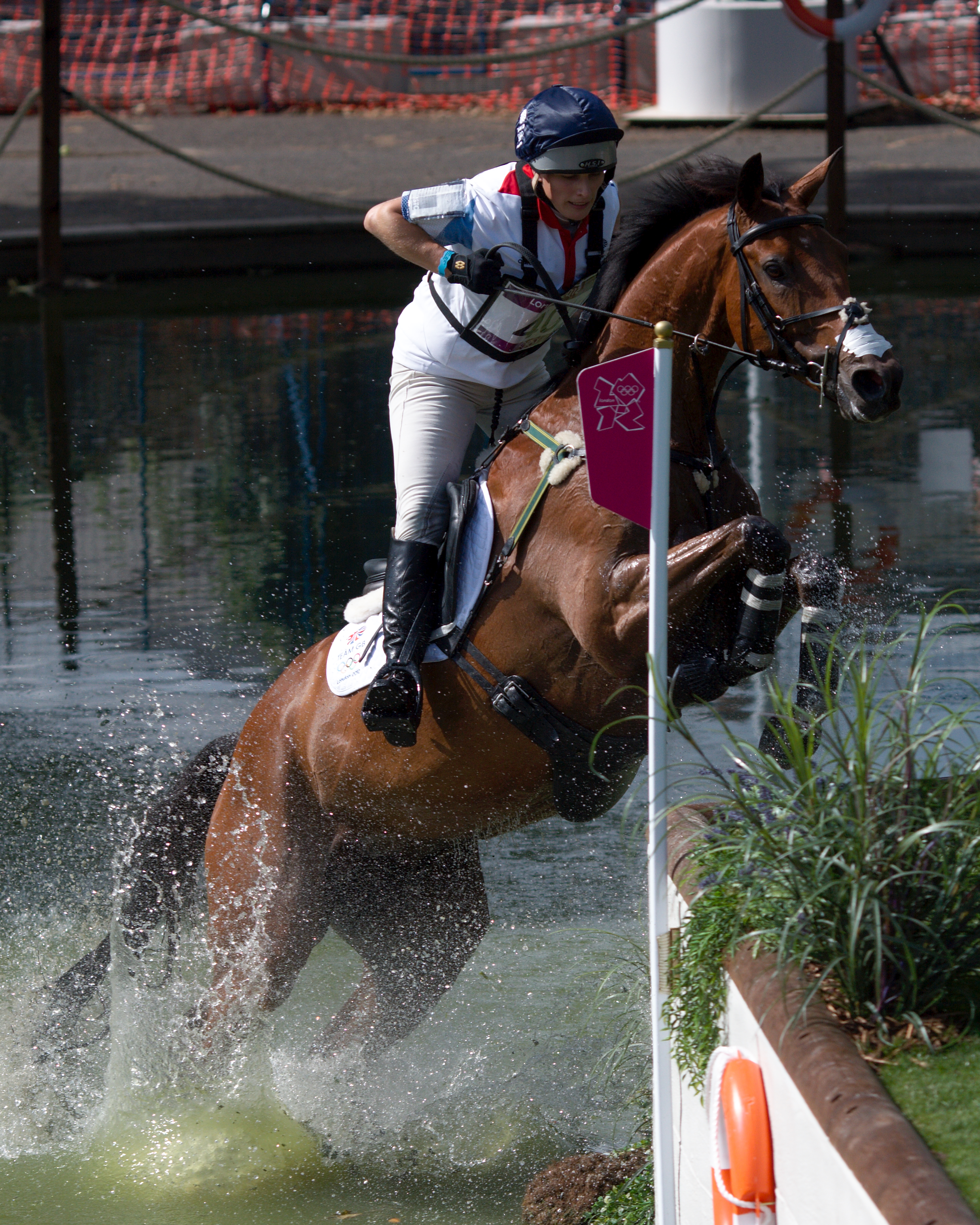
廷德爾參加2012年倫敦奧運會

英國奧林匹克協會宣布，廷德爾將騎乘“玩具城”代表英國馬術隊參加2008年北京奧運會香港賽區的比賽。然而，“玩具城”在訓練中受傷，使她被迫退出隊伍。2008年10月25日，廷德爾在法國波城的一場越野賽事中從她的馬匹“Tsunami II”上摔落，導致右鎖骨骨折。馬匹在翻越籬笆時折斷頸部，最終被人道毀滅。2010年7月，廷德爾為“馬斯托戶外服裝”設計的一系列馬術服裝上市，該系列命名為ZP176，源自她首次代表國家參賽時的隊號。
她在2012年倫敦奧運會上騎乘“High Kingdom”參賽，並獲得團體三項賽銀牌。2013年，廷德爾在盧米倫馬術大賽中騎乘她的頂級馬匹“High Kingdom”，並獲得亞軍。2014年世界馬術錦標賽上，廷德爾與“High Kingdom”作為英國隊成員獲得團體銀牌。2016年3月，廷德爾停止使用娘家姓氏「菲利普斯」，並在爭取2016年里約奧運會資格時首次以「扎拉·廷德爾」的名義參賽，但未能成功。
2017年，她在肯塔基三日賽中騎乘“High Kingdom”，並獲得第三名，而該馬匹於2018年退役。2020年1月，她成為切爾滕納姆賽馬場的非執行董事。2020年8月，廷德爾入選英國隊，首次參加在法國勒潘欧阿拉舉行的國際馬聯國家盃。2021年10月，廷德爾在費爾希爾舉行的馬里蘭五星賽中騎乘格萊德希爾莊園馬厩（Gleadhill House Stud）的12歲馬匹“Class Affair”，獲得第11名。2022年5月，廷德爾在查茨沃斯馬術大賽（Chatsworth Horse Trials）中騎乘“Class Affair”，贏得高級組冠軍。

## 慈善工作
廷德爾經常支持並參與各類慈善活動，主要涉及脊髓損傷、馬術運動及兒童相關事業。2005年，她拍賣了自己在電影《壯志奔騰》倫敦首映式上穿過的晚禮服，為海嘯災區籌款。她還以「貓步信託」（The Catwalk Trust）贊助人的身份訪問了紐西蘭。1998年至2005年間，她擔任「16-24俱樂部」（Club 16–24）主席，該組織鼓勵年輕人關注賽馬運動。她與索爾茲伯里的醫學研究慈善機構「Inspire」合作，致力於改善脊髓損傷患者的生活質量，並擔任「露西兒童空中救護服務」（Lucy Air Ambulance for Children）的贊助人。該機構是英國首個專門為危重嬰兒及兒童提供緊急空中轉運服務的組織。
廷德爾曾出席考德威爾慈善信託（The Caudwell Charitable Trust）的活動，該機構專注於幫助有特殊需求、殘疾或重病的兒童。2006年，她參與了康托·菲茨傑拉德有限合夥企業的慈善日活動，以紀念在九一一襲擊中遇難的658名員工。2007年，她成為「馬克·戴維斯受傷騎手基金」（Mark Davies Injured Riders Fund）的贊助人。為支持2008年運動救濟，她讓藝術家傑克·維特里亞諾為自己繪製肖像。2009年，她參加了在摩納哥舉辦的名人撲克錦標賽，為蘇丹達爾富爾地區籌款。2010年10月，她出席倫敦的名人撲克賽，支持其贊助的英国癌症研究基金会。2011年，她再次拍賣晚禮服，為2011年基督城地震賑災籌得2.2萬英鎊。2013年，她訪問斯特勞德產科病房慶祝其成立60週年。2014年，廷德爾聲援「#帶回我們的女孩」（#bringbackourgirls）運動。2020年4月，她參與「馬術救濟」計劃（Equestrian Relief initiative），為國民保健署前線人員增加個人防護裝備供應。

## 其他活動
2015年6月，廷德爾與澳洲設計師約翰·卡萊賈（John Calleija）合作推出以馬術為主題的珠寶系列「扎拉·菲利普斯收藏」（Zara Phillips Collection）。
2022年9月17日，在伊利沙伯二世的國喪期間，廷德爾與她的兄長及六位表親在西敏廰為女王的靈柩進行15分鐘的守夜，當時靈柩正停放供民眾瞻仰。同年9月19日，她與丈夫邁克和女兒米婭一同出席國葬儀式。

## 個人生活

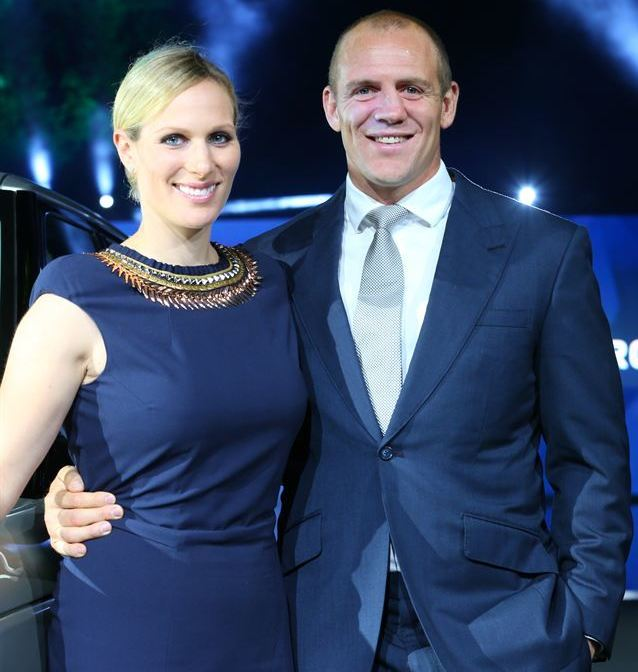
2012年廷德爾與丈夫的合影。

扎拉於2003年在澳洲結識了效力於英格蘭橄欖球代表隊的邁克·廷德爾。兩人於2010年訂婚。婚禮前，兩人在皇家遊艇不列顛尼亞號上舉辦了慶祝活動。  
他們於2011年7月30日在蘇格蘭愛丁堡的修士门教堂結婚，共有400名賓客出席。她身穿由斯图尔特·帕文設計的象牙色絲綢成衣婚紗，其特色包括「V形褶皺上身、低腰設計及『大教堂長度』拖尾」。她借戴了回紋冠冕固定頭紗。儀式後，荷里路德宮舉行了招待會。
廷德爾夫婦原居於格洛斯特郡切爾滕納姆，後搬至阿斯頓農場——一棟毗鄰蓋特康比公園莊園（由安妮公主所有）的七臥室農舍。2014年1月17日，廷德爾在格洛斯特皇家醫院誕下長女米婭·廷德爾。廷德爾其後兩度流產。2018年6月18日，次女莉娜·廷德爾於斯特勞德婦產醫院（Stroud Maternity Hospital）出生。2021年3月21日，幼子魯卡斯·廷德爾於蓋特康比公園的家中出生。廷德爾是表弟威廉王子之子喬治王子的教母。
2000年12月，廷德爾在水上伯頓附近遭遇嚴重車禍，其駕駛的路虎翻車，但未受重傷。2020年1月，因駕駛執照累積12分，她被判禁駕六個月，並被處以「666英鎊罰款及151英鎊被害人附加費」。

## 外部連結
- 官方网站
- 扎拉·菲利普斯在FEI（英语）
- 扎拉·菲利普斯在FEI (alternative link)（英语）
- 扎拉·菲利普斯在Olympics.com（英语）
- 扎拉·菲利普斯在Olympedia（英语）
- 扎拉·菲利普斯在Team GB（英语）
- 英國國家肖像館中的扎拉·廷德爾肖像
- 扎拉·廷德爾在互联网电影资料库（IMDb）上的資料（英文）

| 扎拉·廷德爾 出生于：1981年5月15日 | 扎拉·廷德爾 出生于：1981年5月15日 | 扎拉·廷德爾 出生于：1981年5月15日 |
| 頭銜繼承順序                      | 頭銜繼承順序                      | 頭銜繼承順序                      |
| --------------------------------- | --------------------------------- | --------------------------------- |
| 前任者： 艾拉·菲利浦斯            | 英國王位繼承 第22位               | 繼任者： 米婭·廷德爾              |
| 聯合王國排位名單                  |                                   |                                   |
| 前任者： 路易絲·溫莎女勳爵        | 女士 扎拉·廷德爾                  | 繼任者： 斯諾登伯爵夫人           |
| 獎項                              |                                   |                                   |
| 前任者： 安德魯·弗林托夫          | BBC年度體壇風雲人物 2006年        | 繼任者： 乔·卡尔扎合              |